# فرنسيسكو فيسنتي أغيليرا
فرنسيسكو فيسنتي أغيليرا هو سياسي كوبي، ولد في 23 يونيو 1821 في بايامو في كوبا، وتوفي في 22 فبراير 1877 في نيويورك في الولايات المتحدة بسبب سرطان الحنجرة.

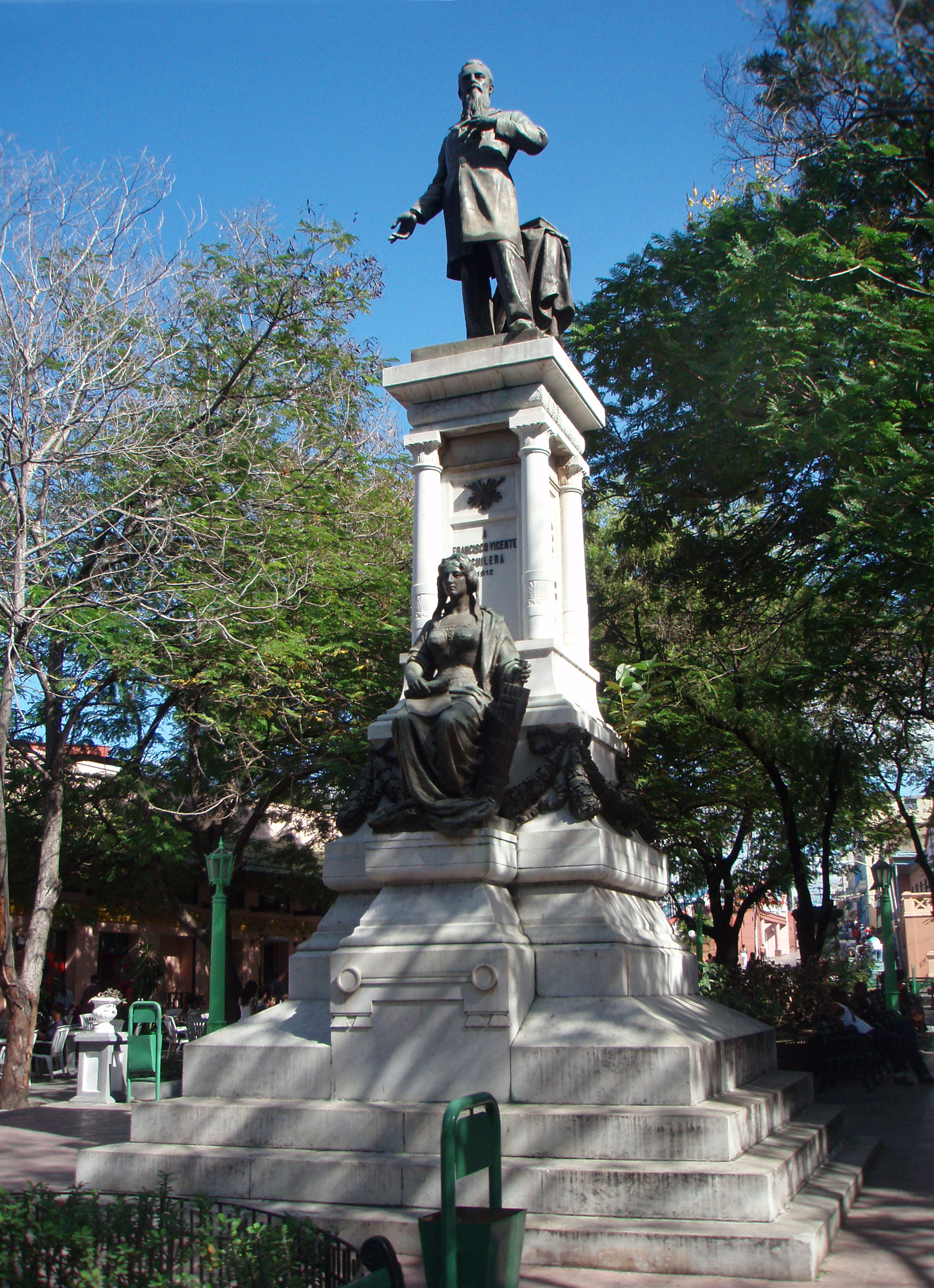
نصب فرانشيسكو فيسنتي أغيليرا في ميدان دولوريس في سانتياغو

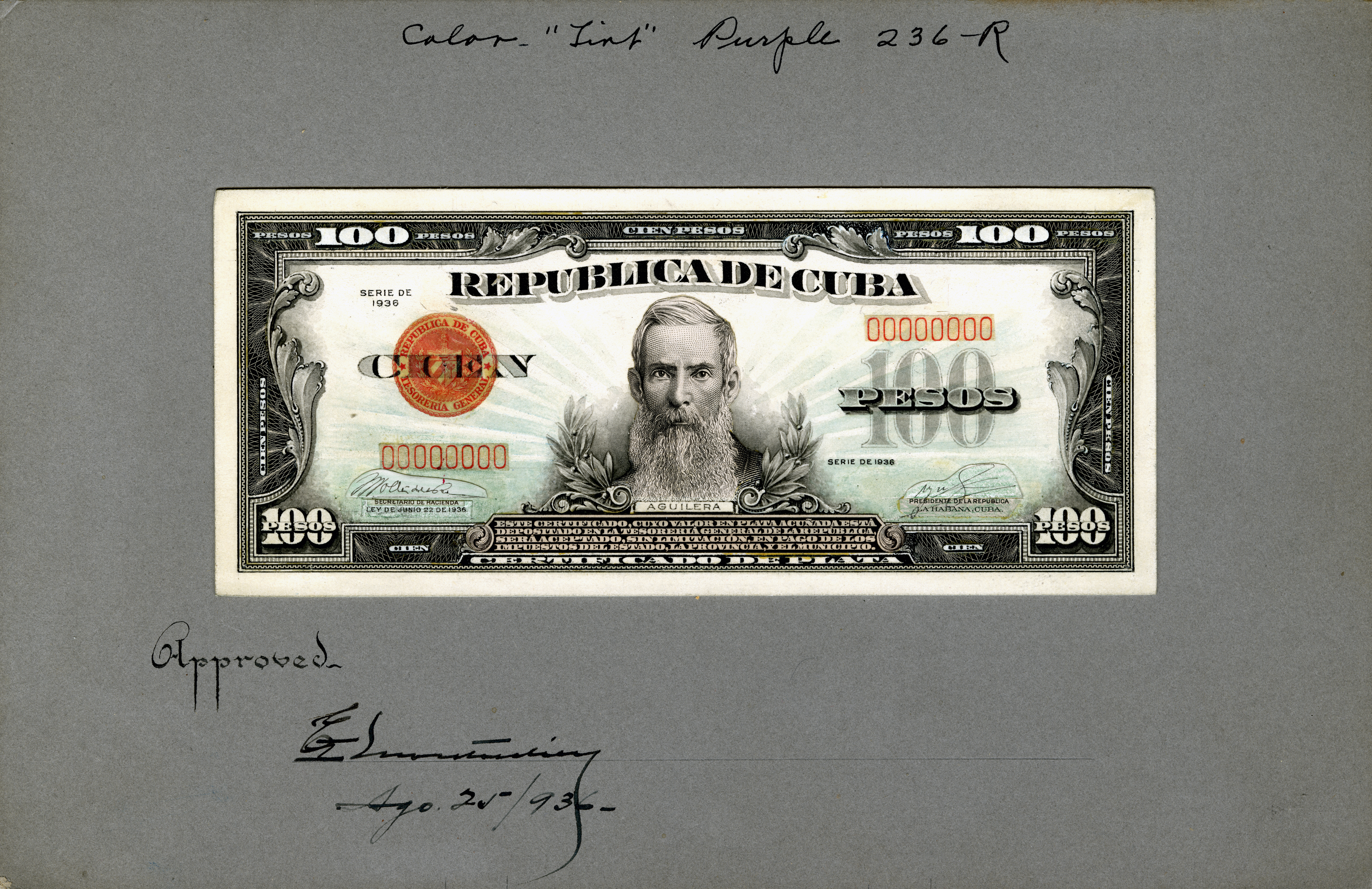
تم تصوير أغيليراعلى الفنان الأصلي / دليل التقدم صممه مكتب النقش والطباعة لشهادات الفضة الكوبية (1936).